# Sabin (krater)
För andra betydelser, se Sabin.
Sabin är en nedslagskrater med en diameter på 33 kilometer, på planeten Venus. Sabin har fått sitt namn efter läkaren Florence Sabin.